# Amsterdamsche Football Club
Amsterdamsche Football Club (afgekort tot AFC) is een amateurvoetbalclub uit Amsterdam. AFC is opgericht op 18 januari 1895 en is de oudste voetbalvereniging van Amsterdam. De club wordt ook wel aangeduid als The Reds. Deze bijnaam houdt verband met het rode shirt van AFC. Op het shirt is ook een zwarte V te vinden.
Het standaardelftal van de zondagafdeling komt sinds 1961, met een onderbreking van drie seizoenen (1998-2001), op het hoogste amateurniveau uit. Er werd respectievelijk in de Eerste klasse (1961-1974), de Hoofdklasse (1974-1998, 2001-2010), de Topklasse (2010-2016) en de Tweede Divisie (vanaf 2016) gespeeld. De 33 seizoenen in de Hoofdklasse op het hoogste amateurniveau leverde op de 'Ranglijst aller tijden' van de Zondag Hoofdklasse de 2e plaats op.
AFC werd kampioen van de Topklasse in het seizoen 2013/14. Vanaf het seizoen 2016/17 komt AFC uit in de Tweede Divisie. In 2019 wist de ploeg deze competitie te winnen, waardoor het zich voor het eerst in de historie de beste amateurclub van Nederland mocht noemen.
Het zaterdagstandaardelftal komt uit in de Derde klasse, nadat het in 2018 nog in de Hoofdklasse speelde.

## Geschiedenis
Onder de naam Amsterdamsche Football Club (AFC) werd op 18 januari 1895 in Amsterdam een voetbalclub opgericht. Het eerste terrein van de club lag tussen de vijvers van het Vondelpark en de Oranje Nassaulaan. De clubkleuren werden op 8 oktober 1896 vastgesteld; de rood-zwarte kleuren van Amsterdam kwamen terug in een rood shirt met daarop een zwarte V, een zwarte broek en rode kousen. Hun bijnaam is dan ook "The Reds”.
Vanaf 1897 nam AFC deel aan de competitie van de Amsterdamsche Voetbal Bond (AVB) en vanaf 1900 kwam de club uit in de Tweede Klasse van de Nederlandse Voetbal Bond (NVB). In 1906 werd de vereniging voor het eerst kampioen, maar promoveerde niet: een bondsbeslissing. In datzelfde jaar betrok de club een nieuw terrein in de Watergraafsmeer bij hoeve “Goed Genoeg”. In 1909 werd AFC voor de tweede keer kampioen, mocht promotiewedstrijden spelen tegen Ajax Leiden, maar verloor die.
Naar de Eerste Klasse promoveerden de Reds in 1917, iets dat vooral te danken was aan het uitbreiden van het aantal teams per afdeling. In de seizoenen 1917-18 en 1918-19 behaalde het twee keer het kampioenschap. De nacompetitie leidde in beide gevallen niet tot promotie. In 1920 verhuisde de vereniging naar Amsterdam-Zuid en ging drie velden aan de Zuidelijke Wandelweg bespelen. In 1921 degradeerde het naar de Overgangsklasse en in 1922 volgde opnieuw degradatie, nu naar de Tweede Klasse.
Het antwoord op deze zorgelijke ontwikkelingen was de start in 1923 van het AROL-toernooi dat 46 keer gespeeld zou worden. Het toernooi vond plaats vlak voor de start van de competitie en werd daarmee de afsluiting van de oefencampagne van deelnemende verenigingen. Er was vaak grote belangstelling voor en de finale werd soms in het Olympisch Stadion gespeeld. Zo ook in 1943 met 12.000 toeschouwers. Blauw-Wit won het toernooi negen keer en Ajax vijfmaal. Qua ledenaantal ging het de vereniging in die tijd goed. Werd gestart in 1895 met circa 15 leden, in 1920 had het 466 leden.
In het seizoen 1945-46, werd AFC voor de vierde keer kampioen. De beslissingswedstrijd in het Olympisch Stadion met KFC, met 43.000 toeschouwers, werd door de Reds met 4-2 gewonnen. Tot promotie leidde dat echter niet. Het ledenaantal was in 1945 gestegen naar 727.

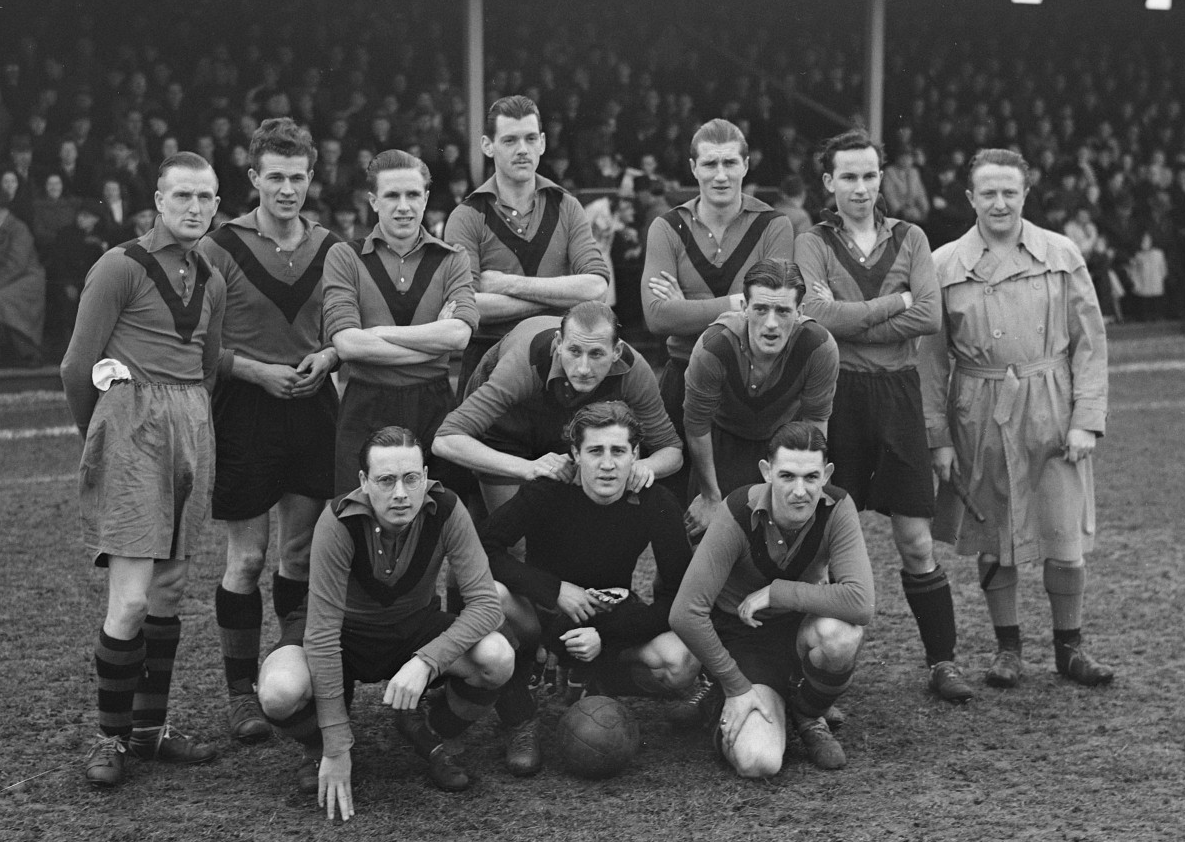
Het elftal van AFC van het seizoen 1948/49

In 1955 eindigde AFC op de laatste plaats, maar ontsnapte aan degradatie omdat toen betaald voetbal in Nederland zijn intrede deed. In 1961 werd het kampioen en promoveerde na 40 jaar naar de Eerste Klasse. Het was de start van een gouden decennium waarin de club nog driemaal kampioen werd: 1963, 1967 en 1969. Algemeen landelijk kampioen werd AFC echter niet. In 1967 was het er dichtbij, maar de twee finalewedstrijden tegen Middelburg werden met 0-2 en 2-1 verloren. In 1962 verhuisde AFC naar zijn huidige sportpark Goed Genoeg aan de De Boelelaan in Amsterdam-Buiteveldert, bij de ontwikkeling van de Zuidas werd het de Maurice Ravellaan (nieuw adres voor oude plaats). Het aantal leden steeg van 956 in 1962 naar 1404 in 1970.
De Hoofdklasse werd ingesteld in 1974 waarvoor de vereniging zich in het seizoen 1973/74 kwalificeerde. Het speelde daarin tot 1998, het jaar waarin het degradeerde naar de Eerste Klasse. In de jaren 70 en 80 werd de club voor het eerst geconfronteerd met een daling in zijn ledenaantal. Eind 1986 had het nog “slechts” 1085 leden. Kampioen werd AFC opnieuw in 2001 waardoor terugkeer naar de Hoofdklasse A volgde. In 2010 werd het met negen punten voorsprong kampioen en plaatste zich als eerste voor de nieuw ingestelde landelijke Topklasse. Vanaf 1986 groeide het ledenaantal weer en staat in 2013 op bijna 1.900.
Sinds 1895 werd AFC veertien keer kampioen; drie keer, in 1921, 1922 en 1998, was er degradatie. Bij haar oprichting had de vereniging nog geen 15 leden. Bij haar 50-jarig bestaan (1945) waren dat er ruim 700, bij haar 100-jarige bestaan (1995) ruim 1.500 en eind 2014 telde de club ruim 2.000 leden.
Hoewel de club veel leden heeft, worden de wedstrijden van het eerste elftal in lage getalen bezocht. AFC kan bij een wedstrijd in de Tweede Divisie rekenen op gemiddeld 300 tot 400 toeschouwers.

## Erelijst
| Klasse kampioenschappen | Klasse kampioenschappen | Klasse kampioenschappen                                     |
| ----------------------- | ----------------------- | ----------------------------------------------------------- |
| 1906                    | 2e klasse               | geen promotie toegestaan door NVB                           |
| 1909                    | 2e klasse               | geen promotie na promotiewedstrijden                        |
| 1918                    | 1e klasse               | Kampioenschap van Nederland: 4e                             |
| 1919                    | 1e klasse               | Kampioenschap van Nederland: 3e                             |
| 1940                    | 2e klasse               | noodcompetitie; geen promotie                               |
| 1946                    | 2e klasse               | geen promotie na promotiewedstrijden                        |
| 1961                    | 2e klasse               | promotie                                                    |
| 1963                    | 1e klasse               | Kampioenschap van Nederland (zondagamateurs): 6e *          |
| 1967                    | 1e klasse               | Kampioenschap van Nederland (zondagamateurs): 2e *          |
| 1969                    | 1e klasse               | Kampioenschap van Nederland (zondagamateurs): 2e in groep * |
| 2001                    | 1e klasse               | promotie naar Hoofdklasse                                   |
| 2010                    | Hoofdklasse             | promotie naar Topklasse                                     |
| 2014                    | Topklasse               | Algemeen amateurkampioenschap: finalist                     |
| 2019                    | Tweede divisie          | Kampioenschap van de Tweede divisie                         |

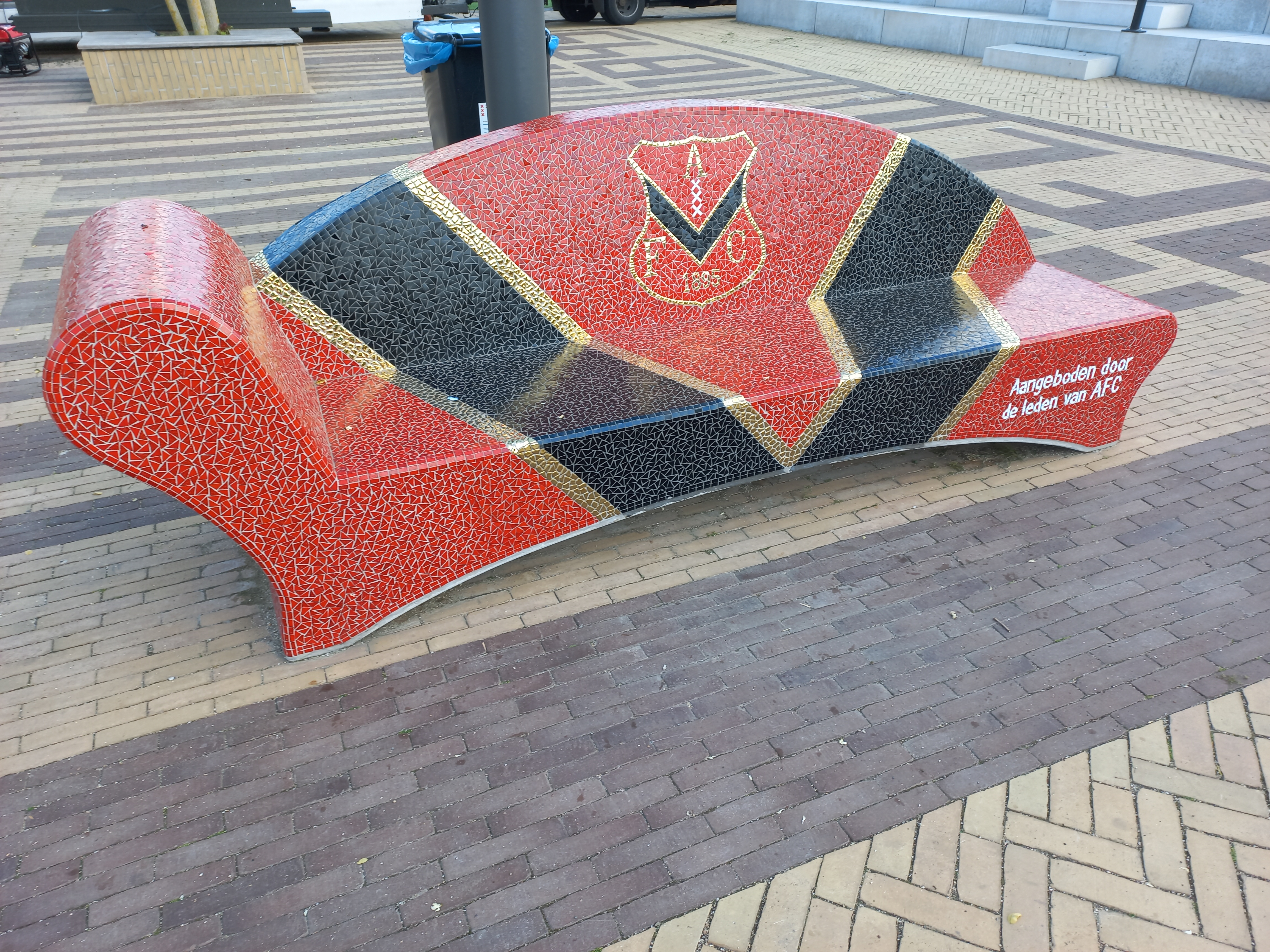
Social sofa (juni 2022)

* 1963: kampioenscompetitie (10 wedstrijden) met 1) De Valk (Zuid-I), 2) Neptunia (Noord), 3) Quick Nijmegen (Oost), 4) Wilhelmina '08 (Zuid-II) en 5) GVV Unitas (West-II)
* 1967: kampioenscompetitie groep A (4 wedstrijden) met 2) VV Sneek (Noord) en 3) GVV Unitas (West-II); verloor in finale met 1-4 van Vv Middelburg
* 1969: kampioenscompetitie groep A (4 wedstrijden) met 1) SC Enschede (Oost) en 3) VV Drachten (Noord)

## Klasse-indeling (zondagteam)
| Tweede Divisie  | 16/17-      |             |             |
| Topklasse       | 10/11-15/16 |             |             |
| Hoofdklasse     | 74/75-97/98 | 01/02-09/10 |             |
| 1e klasse       | 17/18-20/21 | 61/62-74/74 | 98/99-00/01 |
| Overgangsklasse | 21/22       |             |             |
| 2e klasse       | 00/01-16/17 | 22/23-60/61 |             |
| 2e klasse AVB   | 97/98-99/00 |             |             |

1916/17: promotie na promotiewedstrijden (3e in competitie)
1920/21: gedegradeerd naar overgangsklasse
1921/22: gedegradeerd naar 2e klasse
1973/74: kwalificatie voor Hoofdklasse (6e in competitie)
1997/98: gedegradeerd naar 1e klasse

## Overzichtslijsten

### Competitieresultaten 1965–heden (zaterdag)
| 4 4A |

| 11 4B |

| 1 4A |

| 11 3B |

| 4 4B |

| 7 4A |

| 4 4B |

| 10 4B |

| 12 4C |

|  |

|  |

|  |

|  |

|  |

|  |

|  |

|  |

|  |

|  |

|  |

|  |

|  |

|  |

|  |

|  |

|  |

|  |

|  |

| 4 4C |

| 7 4C |

| 10 4C |

| 2 4C |

| 9 3C |

| 11 3C |

|  |

| 7 3B |

| 1 3C |

| 9 2B |

| 12 2B |

| 6 3B |

| 6 3B |

| 3 3B |

| 5 3B |

| 6 3C |

| 5 3C |

| 1 3B |

| 6 2A |

| 5 2A |

| 6 2A |

| 7 2A |

| 4 2A |

| 1 2A |

| 1 1A |

| 13 A |

| 3 1A |

| 6* 1A |

| 2* 1A |

| 13 1A |

| 1 2A |

| 12 2A |

| 10 3B |

- = Dit seizoen werd stopgezet vanwege de uitbraak van het coronavirus. Er werd voor dit seizoen geen officiële eindstand vastgesteld.

| Hoofdklasse | Eerste klasse | Tweede klasse | Derde klasse | Vierde klasse |

### Competitieresultaten 1898–heden (zondag)
| 7 2B |

| 4 2C |

| 2 2A |

| 4 2B |

| 4 2C |

| 4 2A |

| 3 2A |

| 5 2B |

| 1 2B |

| 2 2B |

| 2 2A |

| 1 2B |

| 4 2A |

| 2 2A |

| 2 2B |

| 2 2B |

| 2 2B |

| 3 B |

| 3 2B |

| 3 2A |

| 1 1B |

| 1 1B |

| 10 1A |

| 12 1A |

| 12 |

| 8 2A |

| 7 2A |

| 5 2A |

| 5 2B |

| 2 2B |

| 4 2B |

| 7 2A |

| 6 2B |

| 9 2A |

| 7 2B |

| 7 2B |

| 5 2A |

| 3 2A |

| 4 2A |

| 8 2B |

| 5 2B |

| 2 2B |

| 1 C |

| 2 2B |

| 4 2B |

| 2 2B |

| 6 2B |

|  |

| 1 2A |

| 2 2A |

| 10 2B |

| 3 2A |

| 7 2A |

| 6 2B |

| 8 2A |

| 6 2B |

| 9 2B |

| 11 2B |

| 3 2B |

| 10 2B |

| 4 2B |

| 9 2B |

| 5 2B |

| 1 2B |

| 5 1A |

| 1 1A |

| 2 1A |

| 4 1A |

| 8 1A |

| 1 1A |

| 4 1A |

| 1 1A |

| 4 1A |

| 5 1A |

| 8 1A |

| 4 1A |

| 6 1A |

| 10 A |

| 10 A |

| 2 A |

| 5 A |

| 12 A |

| 7 A |

| 8 A |

| 12 A |

| 5 A |

| 2 A |

| 2 A |

| 2 A |

| 6 A |

| 7 A |

| 11 A |

| 3 A |

| 9 A |

| 8 A |

| 4 A |

| 6 A |

| 2 A |

| 2 A |

| 10 A |

| 13 A |

| 2 1A |

| 4 1A |

| 1 1A |

| 3 A |

| 6 A |

| 3 A |

| 4 A |

| 6 A |

| 5 A |

| 5 A |

| 5 A |

| 1 A |

| 4 |

| 10 |

| 11 |

| 1 |

| 10 |

| 6 |

| 11 |

| 12 |

| 1 |

| X |

| X |

| 6 |

| 3 |

| 5 |

| 3 |

2019/20: Dit seizoen werd na 24 speelrondes stopgezet vanwege de uitbraak van het COVID-19-virus. Er werd voor dit seizoen geen eindstand vastgesteld.
2020/21: Dit seizoen werd na 6 speelrondes stopgezet vanwege de uitbraak van het COVID-19-virus. Er werd voor dit seizoen geen eindstand vastgesteld.
| Tweede Divisie | Topklasse | Hoofdklasse | Eerste klasse | Overgangsklasse | Tweede klasse | Tweede klasse AVB | Noodcompetitie |

In elke staaf van de grafiek staat van boven naar beneden vermeld: 
- Eindnotering

Dit is de positie die de club heeft bereikt in de competitie, zonder eventuele beslissings-, play-off- of nacompetitiewedstrijden die nodig zijn geweest om bijvoorbeeld de kampioen van de competitie te bepalen.
Indien een * achter het getal staat is de notering een tussenstand en kan het zijn dat de notering niet overeenkomt met de uiteindelijke eindstand van de competitie.
Staat er een - dan is het seizoen nog bezig en is er geen definitieve uitslag bekend.
Staat er xx op de positie van de notering, dan heeft de club vroegtijdig de competitie verlaten. Dit kan onder andere komen door terugtrekking van het team, faillissement van de club of door een uitgedeelde straf van de KNVB. In veel gevallen staat elders in het artikel de reden vermeld.
Staat er een ? dan is het resultaat uit het verleden onbekend, en is alleen de competitie of het niveau bekend van dat seizoen.
In de seizoenen 2019/20 en 2020/21 werd wegens de coronacrisis het amateurvoetbal afgebroken. Daardoor kennen deze staven geen eindklassering (middels -- weergegeven).
- Competitieniveau en afdelingsletter of Officiële eindstand Eredivisie
  - Competitieniveau en afdelingsletter

Hierbij geeft het getal het niveau weer, dat ook terug te vinden is in de legenda. De letter is de afdelingsaanduiding en wordt gebruikt wanneer er meer afdelingen zijn op hetzelfde niveau. De afdelingsletter is altijd een hoofdletter en wordt meestal zonder nummer gebruikt.
Voorbeeld: 2F is niveau 2e klasse competitie F.
Het competitieniveau en nummer wordt niet vermeld wanneer er slechts één competitie van dit niveau was.
  - Officiële eindstand Eredivisie (getal staat tussen haakjes vermeld)

Sinds de introductie van play-offwedstrijden voor Europees voetbal na afloop van de reguliere competitie in 2005/06, is de KNVB verplicht een eindstand van de Eredivisie door te geven aan de UEFA aan de hand van deze play-offwedstrijden.
Bij deze eindstand staan clubs die zich hebben gekwalificeerd voor Europees voetbal hoger dan clubs die zich niet wisten te kwalificeren. Indien er geen verschil was tussen de eindnotering en de officiële eindstand, staat dit getal niet vermeld.

- Onderafdeling

Hier staat afgekort de naam van de onderafdeling indien de club in dat jaar in een onderafdeling uitkwam. Tevens staat deze afkorting in de legenda en wordt gelinkt naar het artikel over deze onderafdeling. Deze afkorting wordt alleen vermeld wanneer de club in het verleden in verschillende onderafdelingen heeft gespeeld. Deze vermelding is in de staaf altijd in kleine letters. Deze onderafdelingen zijn na het seizoen 1995/96 afgeschaft. Heeft de club in slechts één onderafdeling gespeeld, dan is dit alleen terug te vinden in de legenda.
Onder de staaf staat het jaartal vermeld waarin het seizoen is afgesloten. 15 verwijst naar het seizoen 2014/15 of eventueel het seizoen 1914/15.
Wanneer een staaf leeg is, zijn deze gegevens niet bekend. Het kan ook zijn dat de club dat seizoen niet heeft meegespeeld op het hogere amateurniveau, vroegtijdig de competitie heeft verlaten of uit de competitie is gezet.

In het seizoen 1944/45 was er wegens de Tweede Wereldoorlog geen regulier competitievoetbal.

### AFC in de KNVB Beker
Dit schema laat de resultaten zien van AFC tegen profclubs in de KNVB Beker.
| Seizoen | Ronde     | Wedstrijd                 | Uitslag           |
| ------- | --------- | ------------------------- | ----------------- |
| 1984/85 | 1e ronde  | AFC - FC Wageningen       | 1-1 (T) / 2-3 (U) |
| 1986/87 | 1e ronde  | AFC - RKC Waalwijk        | 2-5               |
| 1989/90 | 1e ronde  | AFC - Vitesse             | 2-2 (2-4 n.s.)    |
| 1990/91 | 1e ronde  | AFC - SC Cambuur          | 0-1               |
| 1993/94 | 2e ronde  | NAC Breda - AFC           | 5-2               |
| 1996/97 | Groep 11  | AFC - SBV Excelsior       | 1-0               |
| 1996/97 | Groep 11  | Go Ahead Eagles - AFC     | 1-0               |
| 1996/97 | Groep 11  | AFC - AZ Alkmaar          | 1-4               |
| 2002/03 | Groep 2   | AFC - FC Volendam         | 3-3               |
| 2003/04 | 1e ronde  | AFC - De Graafschap       | 0-2               |
| 2004/05 | 1e ronde  | AFC - Stormvogels Telstar | 0-2               |
| 2005/06 | 1e ronde  | AFC - De Graafschap       | 3-0 R             |
| 2005/06 | 2e ronde  | AFC - FC Omniworld        | 1-1 (5-3 n.s.)    |
| 2005/06 | 3e ronde  | AFC - MVV Maastricht      | 0-2               |
| 2007/08 | 2e ronde  | AFC - FC Den Bosch        | 0-4               |
| 2012/13 | 2e ronde  | AFC - FC Den Bosch        | 0-1 n.v.          |
| 2013/14 | 2e ronde  | AFC - FC Groningen        | 0-2               |
| 2014/15 | 2e ronde  | AFC - SBV Excelsior       | 0-2               |
| 2015/16 | 2e ronde  | AFC - FC Emmen            | 2-3               |
| 2018/19 | 1e ronde  | AFC - Telstar             | 5-0               |
| 2018/19 | 2e ronde  | AFC - TOP Oss             | 1-0               |
| 2018/19 | 8e finale | Willem II - AFC           | 3-0               |
| 2021/22 | 2e ronde  | AFC - sc Heerenveen       | 1-2               |
| 2023/24 | 1e ronde  | AFC - PEC Zwolle          | 1-0               |
| 2023/24 | 8e finale | Vitesse - AFC             | 1-0               |
| 2024/25 | 2e ronde  | AFC - FC Utrecht          | 0-8               |

## Bekende (oud-)AFC'ers

### Spelers

#### Eerste Elftal
- Nabil Abidallah
- Wim Addicks
- Tahir Akhamrame
- Menno van Appelen
- Djuric Ascencion
- Shane Arana Barrantes
- Roy Beukenkamp
- Mohamed Betti
- Mark van den Boogaart
- Koen Bosma
- John Bosman
- Cody Claver
- Dyron Daal
- Mike Derlagen
- Pim van Dord
- Raymon van Emmerik
- Ronny van Es
- Malcolm Esajas
- Wim Feldmann
- Robert Gehring
- Jordi van Gelderen
- Melvin Grootfaam
- Thomas van den Houten
- Theo Husers
- Donny Huijsen
- Raily Ignacio
- Magid Jansen
- Leandro Kappel
- Robbin Kieft
- Pepijn Kluin
- Johan Kulhan
- Derre Kwee
- Tim Linthorst
- Dalian Maatsen
- Gévero Markiet
- Damiën Menzo
- Daryl van Mieghem
- Beau Molenaar
- Jan Olde Riekerink
- Murat Önal
- Segun Owobowale
- Bram Peper
- Dennis Purperhart
- Thomas Rongen
- Yuri Rose
- Robbert Schilder
- Randel Shakison
- Stefan Stam
- Kenny Teijsse
- Yordi Teijsse
- Joel Tillema
- Roy Tular
- Rody Turpijn
- Stephan Veenboer
- Pepijn Veerman
- Nick van der Velden
- Thomas Verhaar
- Javier Vet
- Kevin Wattamaleo
- Guus van Weerdenburg
- Vincent Weijl
- Koen Wesdorp
- Marien Willemsen
- Rogier Wissink
- Ilias Zaimi
- Patrick Zonneveld

#### Jeugd
- Anass Ahannach
- Soulyman Allouch
- Jamal Amofa
- Djavan Anderson
- Cor Andriesse
- Kenneth Aninkora
- Joey Antonioli
- Justin Bakker
- Benaissa Benamar
- Anwar Bensabouh
- Luc Bijker
- Daley Blind
- Kai Boham
- Jayden Braaf
- Myron van Brederode
- Michael Breij
- Brian Brobbey
- Erixon Danso
- Anfernee Dijksteel
- Carel Eiting
- Rida El Barjiji
- Abdel El Ouazzane
- Reginald Faria
- Donald Feldmann
- Kian Fitz-Jim
- Bram Franken
- Geoffrey Galatà
- Fons Gemmel
- Jay Gorter
- Dean Guezen
- Maxim Gullit
- Edwin Gyasi
- Ridgeciano Haps
- Mickey van der Hart
- Nigel Hasselbaink
- Thom Haye
- Milan Hoek
- Dustin Huisman
- Florian Jozefzoon
- Mustafa Kaya
- Oger Klos
- Justin Kluivert
- Ruben Kluivert
- Thomas Lam
- Ulrich Landvreugd
- Jelle de Lange
- Kyvon Leidsman
- Mart Lieder
- Jermano Lo Fo Sang
- Derrick Luckassen
- Kevin Luckassen
- Dion Malone
- Million Manhoef
- Dylan Mertens
- Lewis Montsma
- Benno Nihom
- Bryan Ottenhoff
- Deabeas Owusu-Sekyere
- Marcel Peeper
- Immanuel Pherai
- Rydell Poepon
- Daniël de Ridder
- Anass Salah-Eddine
- Joshua Sanches
- Philippe Sandler
- Damiano Schet
- Gerson Sheotahul
- Fabian Sporkslede
- Daniël van Son
- Stanley Tailor
- Dwight Tiendalli
- Arsenio Valpoort
- Mitchell te Vrede
- Frank Wiafe

#### Overigen
- John Ewbank (Za. 2)
- Jack van Gelder (Za. 1)[3]
- Ruud Gullit (Za. 2)
- Denny Landzaat (Za. 2)
- Evgeniy Levchenko (Za. 2)
- John van Lottum (Za. 2)
- Kenneth Pérez
- Sascha Visser (Za. 2)
- Géza Weisz (Za. 2)

### Trainers
- Rob Bianchi (1998/00)
- Cor ten Bosch (2008/13)
- Karel Bouwens (1997)
- Ton du Chatinier (2000/03, 2006/08, 2016/17)
- Gé van Dijk (1961/70, 1976/78)
- Karel Kaufman (1941/42)
- John Kila (2005/06)
- Dolf van Kol (1934/35)
- Ulrich Landvreugd (2018/22)
- Willem Leushuis (2013/15)
- Pim van de Meent (1989/91, 1993/94, 1997/98, 2000, 2006)
- Stanley Menzo (2003/05, 2015)
- Rinus Michels (1965)
- Benno Nihom (vanaf medio 2022)
- Piet Ouderland (1970/76)
- Jack Reynolds (1927/28)
- Cor Sluijk (1947/49, 1951/55)
- Maarten Stekelenburg (2013)
- Wim Vaal (1955/56)
- Fred Warburton (1910/11)
- André Wetzel (2017/18)

Voormalig: AFC "Sport" · Ambon · FC Amsterdam · V.V. Amsterdam · ASSV · VV De Beursbengels · FC Blauw-Wit Amsterdam · Blauw-Wit Osdorp · B.P.C. · CDW · FC Chabab · D.E.C. · VV DIB · D.N.C. · DWV · SC De Eland · Energia · SC Fenerbahçe · ASV De Germaan · KBV · N.E.C. '75 · AFC Neerlandia · Neerlandia/SLTO · New Amsterdam · FC Nieuwendam · SC Nieuwendam · ODOS · Oriënt · P en T · RAP · SCZ '58 · Sparta Amsterdam · Sporting Amsterdam · Sporting Noord · SV Osdorp · Osdorp/Sport · SLTO · Avv SPORT · Türkiyemspor · De Volewijckers · Volharding · SC Voorland · ZRC Herenmarkt